# Ciąg (jeździectwo)
Ciąg – chód boczny, w którym koń porusza się jednocześnie do przodu i w bok, przy czym jest wygięty w kierunku do linii po której się porusza. Ciąg może być wykonywany w stępie, kłusie i galopie. Rozróżnia się ciąg w lewo i ciąg w prawo. Jest ruchem wykonywanym na przekątnej czworoboku. W trakcie wykonywania ćwiczenia można go pomylić z ustępowaniem od łydki, jednak w odróżnieniu od niego w przypadku ciągu koń ustawiony jest do kierunku ruchu. Aby poprawnie wykonać ciąg zwierzę musi być przynajmniej częściowo zebrane. 